# أكرم الهادي سليم
أكرم الهادي سليم هو لاعب كرة قدم سوداني وحارس مرمى المنتخب السوداني لكرة القدم. يلعب حالياً لنادي حي العرب الناشط في الدوري السوداني الممتاز.

شارك أكرم مع منتخب السودان في كأس أمم أفريقيا عامي 2008 و2012، وهو ابن حارس مرمى المريخ ومنتخب السودان السابق الهادي سليم.

## الإنجازات

### مع الهلال
- الدوري السوداني الممتاز (2): 2005، 2006.

### مع المريخ
- الدوري السوداني الممتاز (3): 2008، 2011، 2013.
- كأس السودان (3): 2012، 2013، 2014.
- كأس سيكافا للأندية (1): 2014.

### مع المنتخب الوطني
- كأس سيكافا (1): 2007.

## وصلات خارجية
- أكرم الهادي سليم على موقع قاعدة بيانات كرة القدم.إي يو (الإنجليزية)
- أكرم الهادي سليم على موقع ناشيونال فوتبول تيمز (الإنجليزية)